# Raphael Holinshed
Raphael Holinshed, född omkring 1520, död omkring 1580, var en engelsk krönikeförfattare.
Holinshed utgav Chronicles of England, Scotland, and Ireland (2 band, 1578, kritisk utgåva 6 band 1807-08). Arbetets egentliga intresse ligger främst i att de utgjorde en källa för de elisabetanska dramatikerna; Shakespeare har därifrån hämtat materialet till de flesta av sina historiska skådespel, liksom ämnet till Macbeth, Kung Lear och delvis Cymbeline.